# Kabinett Jawara VI

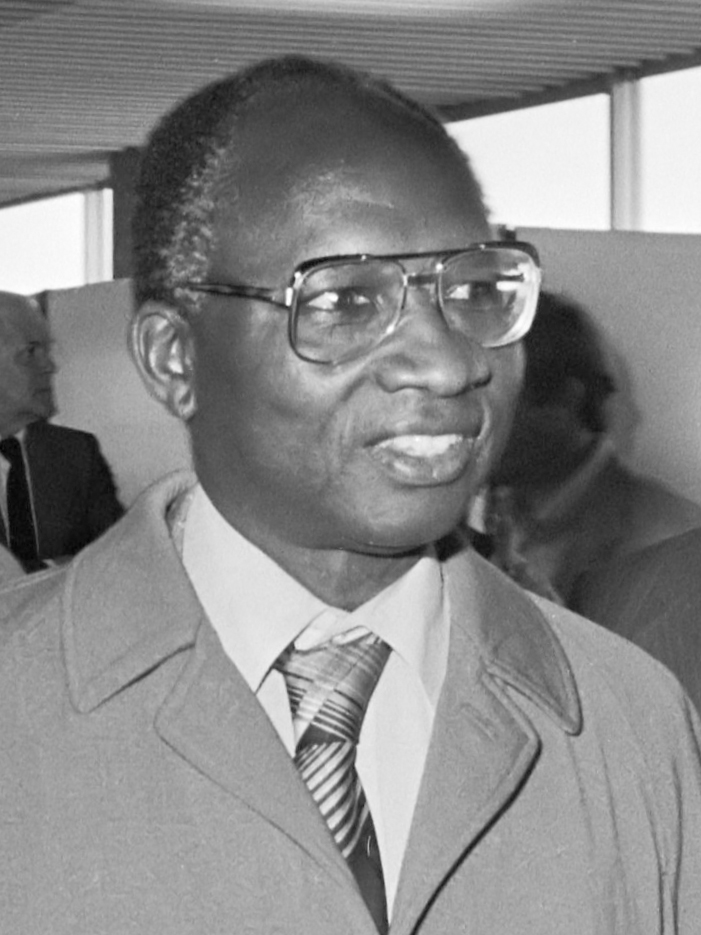
Präsident Dawda Jawara (1979)

Das Kabinett Jawara VI wurde in Gambia am 11. März 1987 durch Präsident Dawda Jawara von der Fortschrittlichen Volkspartei PPP (People’s Progressive Party) gebildet. Das Kabinett löste das fünfte Kabinett Jawara ab. Es befand sich bis zu der Präsidentschaftswahl am 29. April 1992 im Amt und wurde dann durch das Kabinett Jawara VII abgelöst.
Bei der Präsidentschaftswahl am 11. März 1987 kandidierte der seit dem 24. April 1970 amtierende Präsident Jawara erneut für das Amt des Staatsoberhaupts. Neben ihm bewarben sich auch Sheriff Dibba von der National Convention Party (NCP) und Assan Musa Camara von der Gambian People’s Party (GPP), die als frühere Mitglieder der PPP mehrere Ministerämter bekleidet hatten und beide auch Vizepräsidenten Jawaras waren. Jawara gewann die Wahl deutlich mit 123.385 Stimmen (59,2 Prozent) vor Dibba (57.343 Wählerstimmen, 27,5 Prozent) und Camara (27.751 Stimmen, 13,3 Prozent).
Bei den zugleich stattgefundenen Wahlen zum Repräsentantenhaus kam Jawaras PPP auf 119.248 Stimmen (56,4 Prozent) und stellte 31 der 36 Abgeordneten. Die NCP erhielt 55.251 Wählerstimmen (26,1 Prozent) und konnte vier Abgeordnete stellen. Sie hatte mit der United Party (UP) ein Wahlbündnis gebildet, so dass die UP wenngleich ihrer nur 3.210 Stimmen (1,5 Prozent) einen Sitz erhielt. Die GPP verfehlte trotz ihrer 31.604 Wählerstimmen (14,9 Prozent) aufgrund des Wahlrechts den Einzug ins Repräsentantenhaus.
Im August 1989 wurde durch den Präsidenten des Senegal Abdou Diouf die am 1. Februar 1982 gegründete Konföderation Senegambia für gescheitert erklärt. Diese hatte die Vereinigung der Streitkräfte, der Währung und des Wirtschaftsraumes vorgesehen. Nachdem die Konföderation zum 1. Februar 1982 in Kraft getreten war, wurde Diouf Präsident der Konföderation Senegambia und Dawda Jawara deren Vizepräsident.

## Minister
| Amt                                                           | Amtsinhaber                                                                                                  |
| ------------------------------------------------------------- | --- |
| Präsident                                                     | 11. März 1987 bis 29. April 1992: Dawda Jawara (1924–2019)                                                   |
| Vizepräsident                                                 | März 1987 – April 1992: Bakary Bunja Dabo (* 1946)                                                           |
| Staatsminister im Präsidialamt                                | März 1987 – April 1992: Yaya Ceesay (* 1937)                                                                 |
| Außenminister                                                 | März 1987 – April 1992: Omar Sey (1941–2018)                                                                 |
| Minister für Finanzen und Handel                              | März 1987 – Februar 1989: Sheriff S. Sisay (1935–1989) Februar 1989 – April 1992: Saihou S. Sabally (* 1947) |
| Innenminister                                                 | März 1987 – April 1992: Lamin Kitty Jabang (* 1942)                                                          |
| Minister für Bildung, Jugend und Kultur                       | März 1987 – April 1992: Bakary Bunja Dabo (s. o.)                                                            |
| Minister für Gesundheit, Umwelt, Arbeit und soziale Wohlfahrt | März 1987 – April 1992: Louise Angela N’Jie (1922–2014)                                                      |
| Minister für öffentliche Arbeiten und Kommunikation           | März 1987 – April 1992: Momodou Cadija Cham (* 1938)                                                         |
| Minister für Landwirtschaft und natürliche Ressourcen         | März 1987 – Oktober 1990: Saihou S. Sabally (s. o.) Oktober 1900 – April 1992: Omar Amadou Jallow (* 1949)   |
| Minister für Wasserressourcen, Forstwirtschaft und Fischerei  | März 1987 – Oktober 1990: Omar Amadou Jallow (s. o.)                                                         |
| Minister für Information und Tourismus                        | März 1987 – Mai 1990: Lamin Kebba Saho (1944–2007)                                                           |
| Generalstaatsanwalt und Justizminister                        | März 1987 – April 1992: Hassan Bubacar Jallow (* 1951)                                                       |

## Hintergrundliteratur
- Gambia seit 1946, in: Der Große Ploetz. Die Enzyklopädie der Weltgeschichte, Verlag Vandenhoeck & Ruprecht, 35. Auflage, 2008, S. 1936, ISBN 978-3-525-32008-2